# Барон Мэнни
Барон Мэнни (англ. Baron Manny) — наследственный титул в системе Пэрства Англии. Он был создан 12 ноября 1347 года для Уолтера Мэнни. Единственный сын последнего, Томас, умер ребёнком, так что наследницей стала дочь, Анна, вышедшая замуж за Джона Гастингса, 2-го графа Пембрука. Род баронов Мэнни угас в 1389 году со смертью сына Анны, ещё одного Джона Гастингса.

## Бароны Мэнни
- Уолтер Мэнни, 1-й барон Мэнни (1347—1372)[4];
- Анна Мэнни, 2-я баронесса Мэнни в своём праве (1372—1384)[5];
- Джон Гастингс, 3-й барон Мэнни (1384—1389) и 3-й граф Пембрук[6].